# Megipocerus mordvilkoi
Megipocerus mordvilkoi (лат.) — вид цикадок из подсемейства Idiocerinae. Единственный представитель рода Megipocerus.

## Распространение
Ареал этого вида расположен на Востоке России, а именно на юге Приморского края.

## Описание
В длину достигает 6,9-7,2 миллиметра. Лицо, темя и переднеспинка свётло-жёлтого цвета с бурыми пятнами. Передние крылья прозрачные или же полупрозрачные, имеют светло-золотисто-коричневый окрас. Жилки передних крыльев бурые с белыми или жёлтыми пятнами.
Переход лица в темя плавный. Длина среднеспинки превышает длину переднеспинки и темя, вместе взятых. Первые крылья сравнительно короткие и широкие; A2 тесно прижата к щитковому краю крыла; между C и R1 есть две дополнительные жилки.

### Самцы
Доли пигафора имеют отросток, который сходит от вентрального края и идёт вдоль внутренней стенки, на отростке имеются несколько зубцов. Генитальные пластинки широкие и треугольные, сравнительно плоские, опушены волосками умеренной длины. Стилус не большого размера, его апикальная части меньше базальной, лопатовидная, несколько винтообразно изогнутая. Коннектив удлинённый X-образный. Пенис коренастый, имеет копьевидную вершину ствола; гонопор апикальный.

## Экология
Обитает Megipocerus mordvilkoi в смешанных и широколиственных лесах .